# (2354) Lavrov
(2354) Lavrov es un asteroide perteneciente al cinturón de asteroides, descubierto el 9 de agosto de 1978 por la astrónoma soviética Liudmila Chernyj y su esposo también astrónomo Nikolái Chernyj, desde el Observatorio Astrofísico de Crimea.

## Designación y nombre
Designado provisionalmente como  1978 PZ3. Fue nombrado Lavrov en honor al matemático ruso Sviatoslav Lavrov.